# Almeida Júnior
José Ferraz de Almeida Júnior (Itu, 8 de maio de 1850 — Piracicaba, 13 de novembro de 1899), foi um pintor e desenhista brasileiro da segunda metade do século XIX. É frequentemente aclamado pela biografia como precursor da abordagem de temática regionalista, introduzindo assuntos até então inéditos na produção acadêmica brasileira: o amplo destaque conferido a personagens simples e anônimos e a fidedignidade com que retratou a cultura caipira, suprimindo a monumentalidade em voga no ensino artístico oficial em favor de um naturalismo.
Foi certamente o pintor que melhor assimilou o legado do Realismo de Gustave Courbet e de Jean-François Millet, articulando-os ao compromisso da ideologia dos salons parisienses e estabelecendo uma ponte entre o verismo intimista e a rigidez formal do academicismo, característica essa que o tornou bastante célebre ainda em vida. De forma semelhante, sua biografia é até hoje objeto de estudo, sendo de especial interesse as histórias e lendas relativas às circunstâncias que levaram ao seu assassinato: Almeida Júnior morreu apunhalado, vítima de um crime passional. Foi morto pelo primo, marido de Maria Laura do Amaral, com quem o pintor manteve um romance por anos.
O Dia do Artista Plástico brasileiro é comemorado a 8 de maio, data de nascimento do pintor.

## Biografia

### A vida de Almeida Júnior

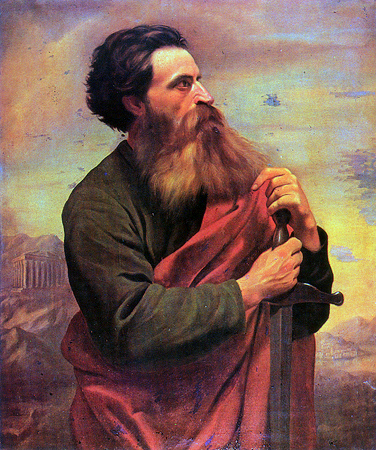
Apóstolo São Paulo, 1869. Igreja Matriz de Nossa Senhora da Candelária, Itu

Almeida Júnior cresceu em sua cidade natal, Itu, como artista precoce. Seu primeiro incentivador foi o padre Miguel Correa Pacheco, quando o pintor ainda trabalhava como sineiro na Igreja Matriz de Nossa Senhora da Candelária, para a qual produziu algumas obras de temática sacra. Uma coleta de fundos organizada pelo padre forneceu as condições para que o jovem artista, então com 19 anos de idade, pudesse embarcar para o Rio de Janeiro, a fim de completar seu estudo.
Em 1869, Almeida Júnior encontrava-se inscrito na Academia Imperial de Belas Artes. Foi aluno de Jules Le Chevrel, Victor Meirelles e, possivelmente, Pedro Américo. Diversas crônicas relatam que seu jeito simplório e linguajar matuto causavam espanto aos membros da Academia. Nas palavras de Gastão Pereira da Silva:
| “ | Era o mais autêntico e genuíno representante do tradicional tipo paulista. Mas sem nenhum traquejo de homem de cidade. Falava como os primitivos provincianos e tal qual estes vestia-se, andava, retraía-se. Mas isso não impediria que fizesse um curso brilhantíssimo, durante o qual recebeu diversas premiações em desenho figurado, pintura histórica e modelo vivo, inclusive, em 1874, a grande medalha de ouro com o quadro Ressurreição do Senhor. | ” |

Após concluir o curso, Almeida Júnior optou por não concorrer ao prêmio de viagem à Europa. Retornou a Itu e abriu ateliê nessa cidade, passando a trabalhar como retratista e professor de desenho.

### O pintor em Paris

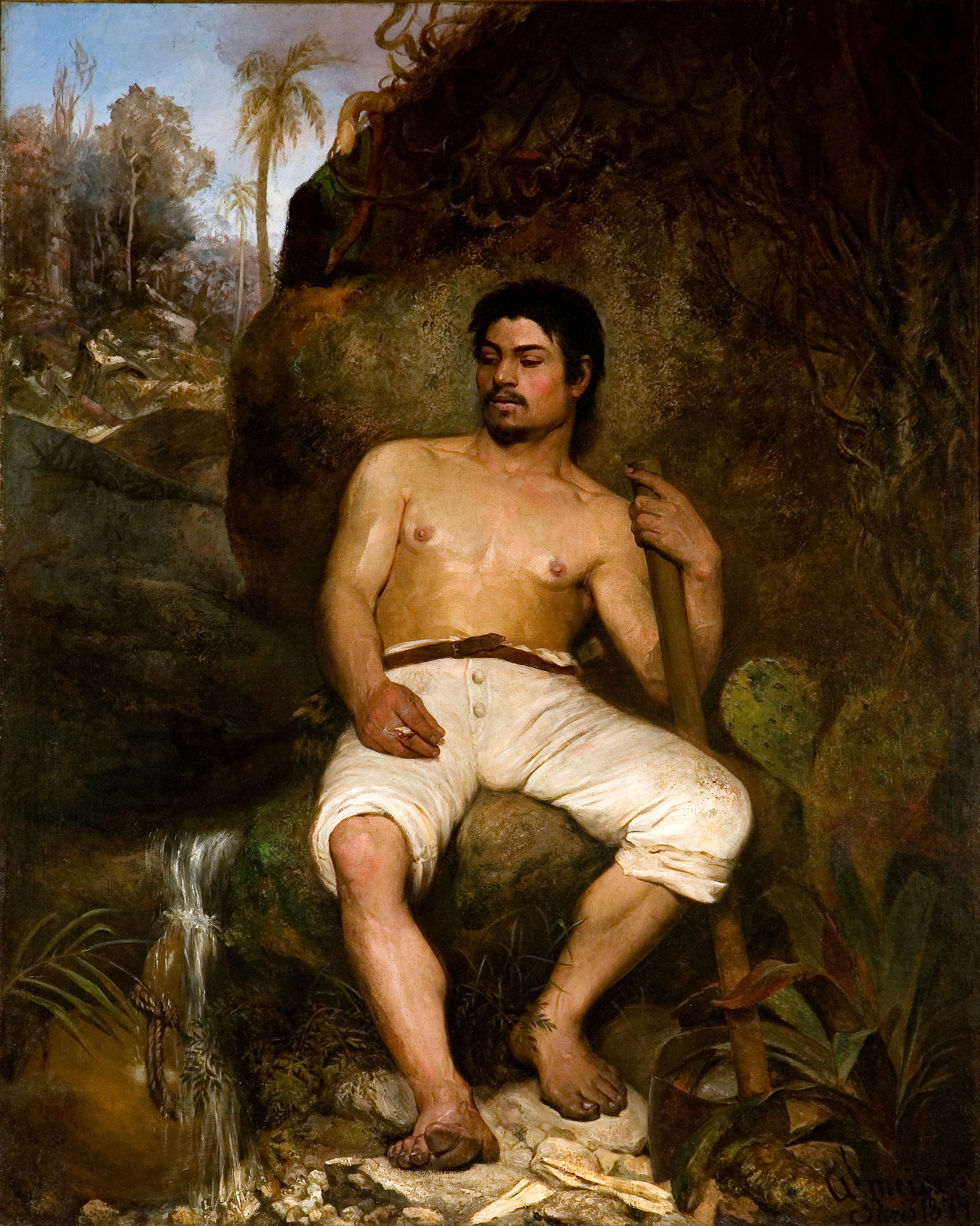
O Derrubador Brasileiro, 1879. Museu Nacional de Belas Artes, Rio de Janeiro

Em 1876, durante uma viagem ao interior paulista, o Imperador D. Pedro II, impressionado com seu trabalho, ofereceu pessoalmente a Almeida Júnior o custeio de uma viagem a Europa, para aperfeiçoar seus estudos. No ano seguinte, um decreto de 23 de março da Mordomia da Casa Imperial abriu um crédito de 300 francos mensais para que o pintor fosse estudar em Roma ou Paris.
Em 4 de novembro de 1876, Almeida Júnior embarca no navio Panamá rumo à França, fixando residência no bairro parisiense de Montmartre. No mês seguinte, matricula-se na École National Supérieure des Beaux-Arts. Nesta instituição, foi aluno de Alexandre Cabanel e de Lequien Fils, notabilizando-se, desde muito cedo, em desenho anatômico e de ornamentos.
Almeida Júnior participou de quatro edições do Salon de Paris, entre 1879 e 1882. É desse período que datam algumas de suas maiores obras-primas, como O Derrubador Brasileiro e Remorso de Judas (Salon de 1880), A Fuga para o Egito (Salon de 1881) e O Descanso do Modelo (Salon de 1882). Outras obras emblemáticas do período francês do pintor são Arredores de Paris e Arredores do Louvre, além de, possivelmente, um conjunto de dezesseis telas retratando o bairro de Montmartre, cuja localização é atualmente desconhecida.
Almeida Júnior permaneceu em Paris até 1882. Nesse ano, fez uma breve viagem à Itália, onde teve contato com os irmãos Rodolfo e Henrique Bernardelli.

### A consagração no Brasil
De volta ao Brasil em 1882, Almeida Júnior realiza sua primeira mostra individual na Academia Imperial de Belas Artes, exibindo sua produção parisiense. No ano seguinte, abre seu ateliê na rua da Glória, em São Paulo, por meio do qual irá contribuir para a formação de novas gerações de pintores, dentre os quais, Pedro Alexandrino. Em São Paulo, Almeida Júnior promoveu vernissages exclusivas para a imprensa e potenciais compradores. Executou retratos de barões do café, de professores da Faculdade de Direito de São Paulo e de partidários do movimento republicano, além de paisagens e pinturas de gênero. Sua atuação como artista consagrado em São Paulo contribui decisivamente para o amadurecimento artístico da capital paulista.
Em 1884, expõe novamente suas telas do período parisiense na 26ª Exposição Geral de Belas Artes da Academia Imperial de Belas Artes, que foi a última e certamente a mais importante exposição realizada no período imperial. Por ocasião de seu envio, o crítico de arte Duque Estrada, teceria o seguinte comentário:
| “ | Almeida Júnior é o mais pessoal e, sem dúvida, um dos que melhor sabem expressar, com toda clareza e nitidez de um estilo à Breton, os assuntos tomados de improviso a uma página da Bíblia, da História, ou simplesmente da vida de todos os dias e de todos os homens. | ” |

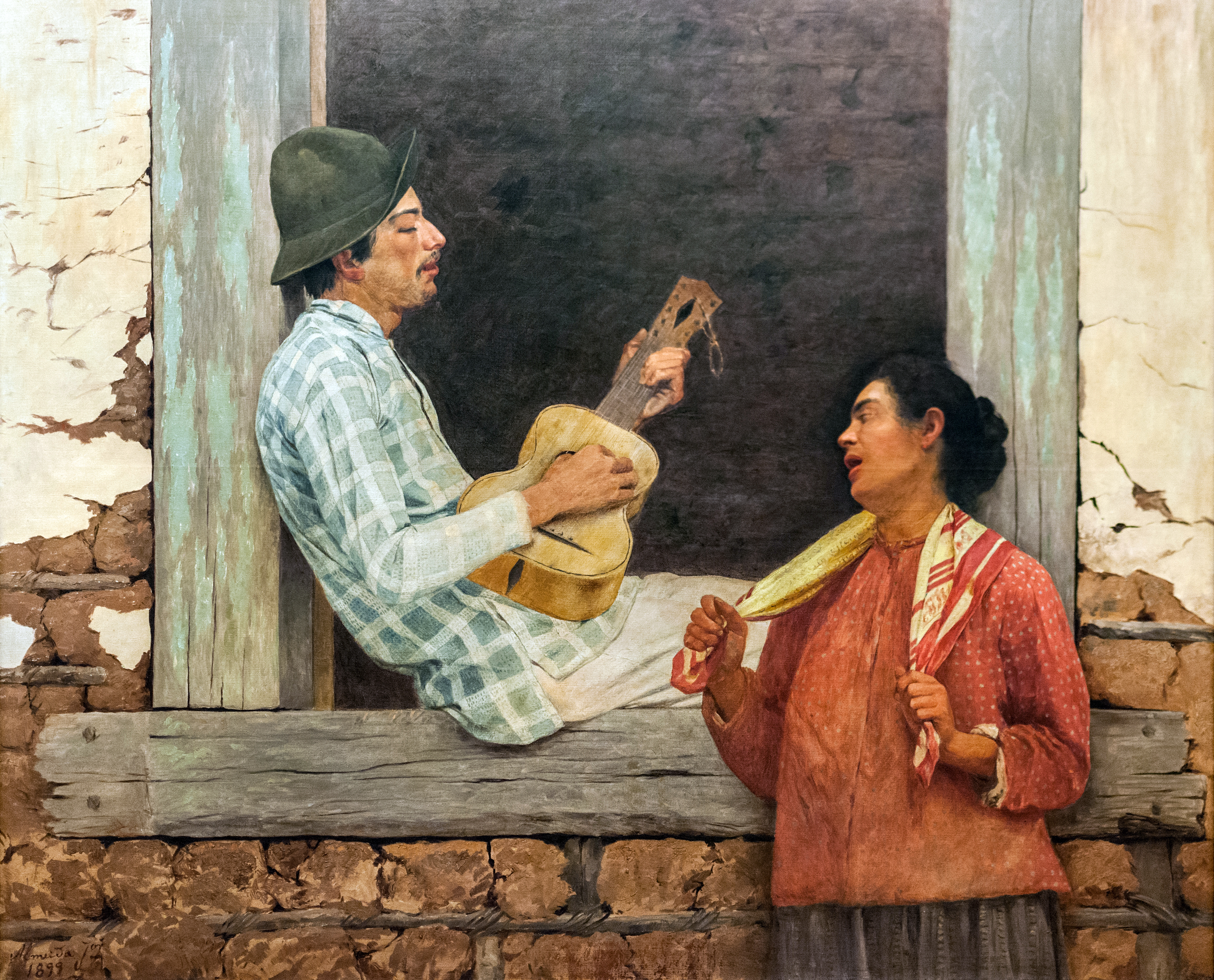
O Violeiro, 1899. Pinacoteca do Estado, São Paulo<

Em 1884, o pintor recebe o título de Cavaleiro da Ordem da Rosa, concedido pelo governo imperial. No ano seguinte, recusa o convite de Victor Meirelles para ocupar sua vaga de professor de pintura histórica da Academia, permanecendo em São Paulo. Entre 1887 e 1896, realiza outras três viagens à Europa, a última delas em companhia de seu discípulo, Pedro Alexandrino, então agraciado com uma bolsa de estudos do governo paulista.
No seu último período, Almeida Júnior irá progressivamente substituir os temas bíblicos e históricos pelas obras de temática regionalista, justamente as que lhe granjeariam no futuro sua posição de precursor do Realismo na história da arte brasileira. Em pinturas como Caipira Picando Fumo (1893), Amolação Interrompida (1894) e O Violeiro (1899), o artista revela seu desejo de aproximar-se do cotidiano do homem do interior, distanciando-se das fórmulas generalistas da pintura acadêmica e aproximando-se cada vez mais da abordagem pictórica naturalista. Não obstante sua nova orientação estilística, seu prestígio permanece inconteste na Academia, que expõe obras de sua fase regionalista (Leitura e Piquenique no Rio das Pedras, 1892) e lhe concede a medalha de ouro por A Partida da Monção (1894), exposta no Salão de 1898.

### O assassinato de Almeida júnior
Almeida Júnior morreu precocemente, aos 49 anos, em 13 de novembro de 1899. Foi apunhalado em frente ao Hotel Central de Piracicaba, (hoje já demolido), por José de Almeida Sampaio, seu primo e marido de Maria Laura do Amaral Gurgel, com quem o pintor manteve um relacionamento secreto por vários anos.

## As principais obras de Almeida Júnior

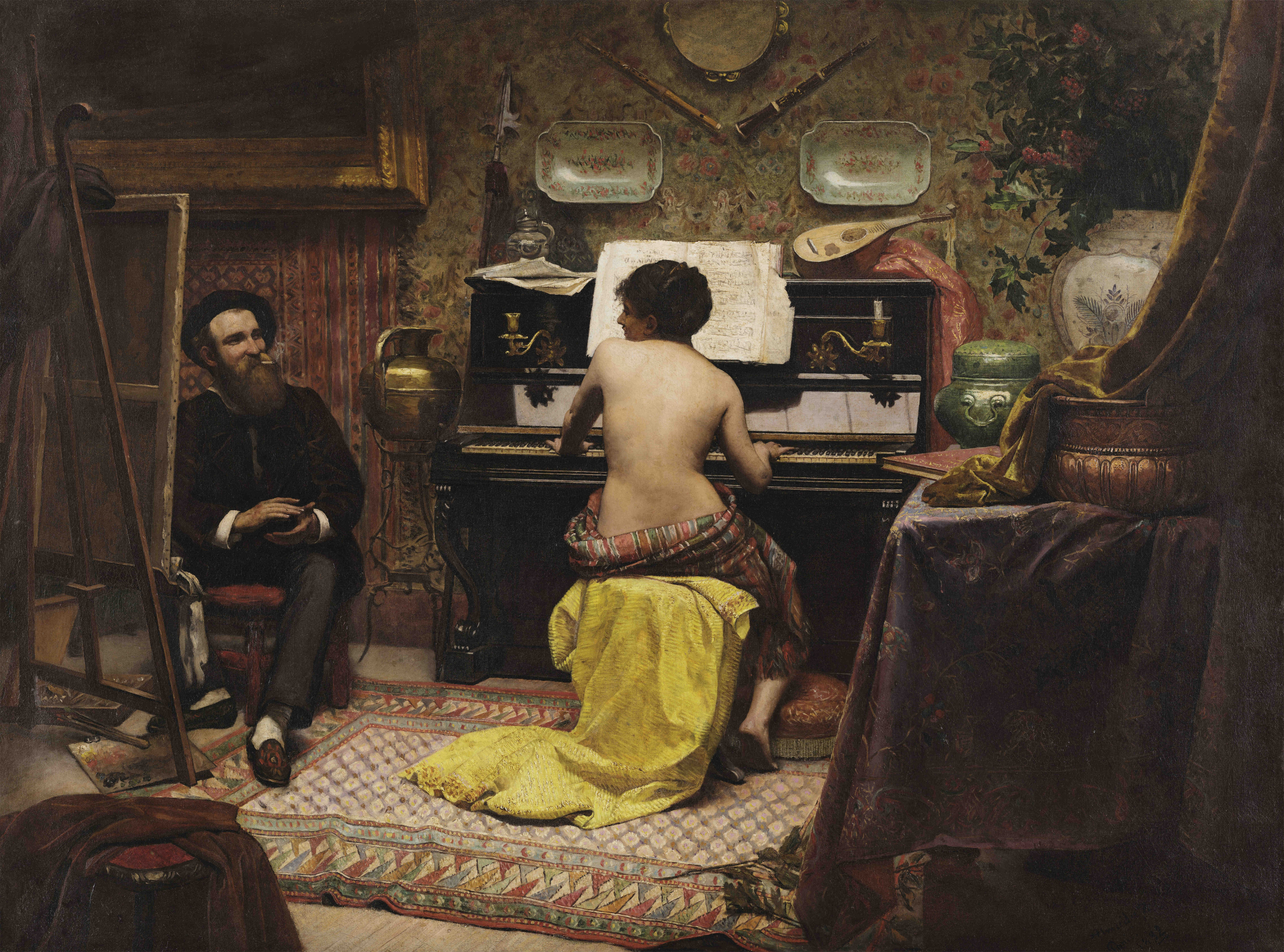
O descanso do modelo, 1882. Museu Nacional de Belas Artes, Rio de Janeiro

Almeida Júnior é considerado um importante "pintor do nacional" por uma considerável parcela da crítica brasileira, por retratar em muitas de suas obras o caipira paulista. Também a forma como trata seus temas, distanciando-se das alegorias românticas ou do ufanismo nacionalista histórico dos pintores da Academia, aproximando-se do ser humano comum, leva alguns críticos a traçarem uma semelhança de sua obra com a do pintor francês Gustave Courbet, artista cuja obra Almeida Júnior teria visto em suas viagens para a Europa. Também é digno de nota que na mesma época que Almeida Júnior esteve na França, o movimento impressionista estava em plena atividade, no entanto, não causou nenhum entusiasmo no pintor brasileiro, que não adotou nenhum elemento dele.
O clareamento da paleta e a adoção da luz brasileira não o fizeram abandonar, no entanto, o rigor acadêmico com o desenho e a anatomia.
Algumas pinturas de Almeida Junior são: Caipira picando fumo, A partida da monção, Caipiras negaceando, O descanso do modelo; Leitura, A pintura (Alegoria) e A fuga para o Egito.
O tema O descanso do modelo foi pintado quatro vezes em diferentes tamanhos. Caipira picando fumo, duas. A partida da monção foi pintada duas vezes, a primeira como estudo, presente na Pinacoteca do Estado de São Paulo, e a outra, a versão definitiva, presente no Museu Paulista por empenho do diretor Afonso de Taunay que entendia imprescindível ter aquela obra na Instituição por mostrar a partida dos bandeirantes que iriam alargar as fronteiras do Brasil além dos limites das Tordesilhas.

## Outras obras

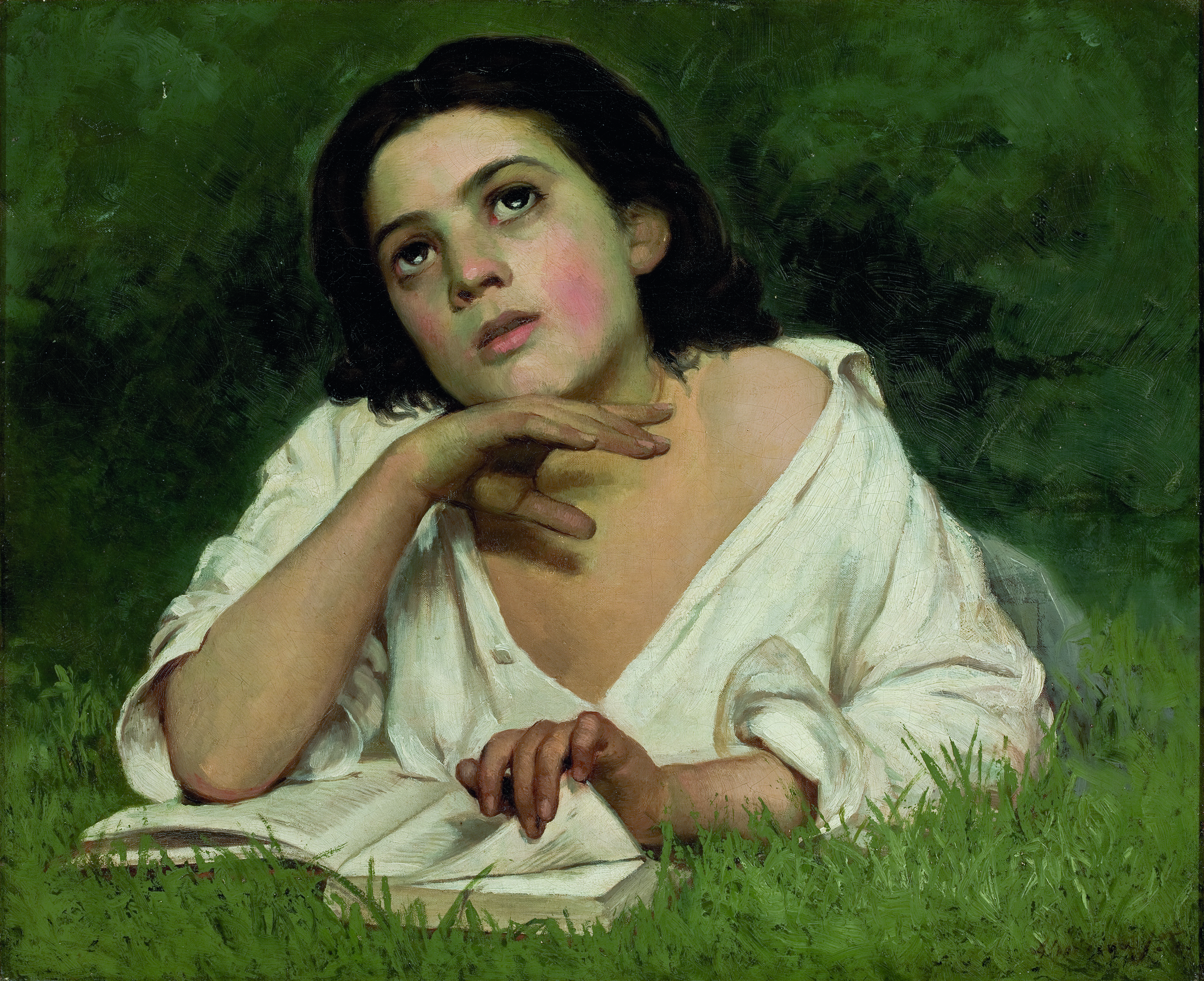
Moça com livro, 1879 Museu de Arte de São Paulo, São Paulo
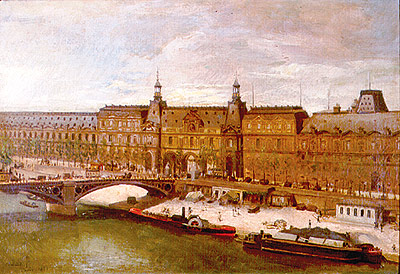
Arredores do Louvre, 1880 Automóvel Clube, São Paulo
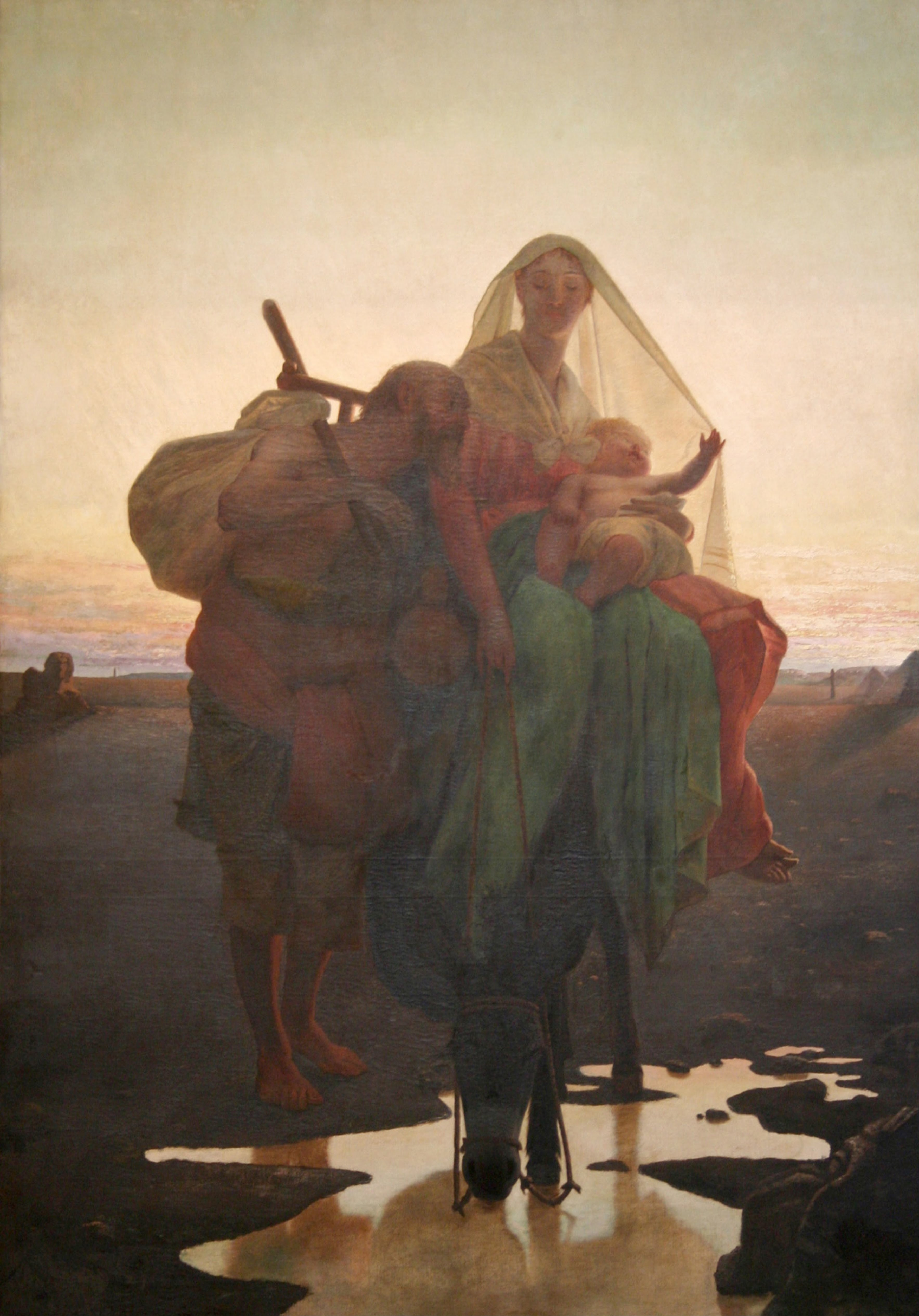
Fuga para o Egito, 1881 Museu Nacional de Belas Artes, Rio de Janeiro
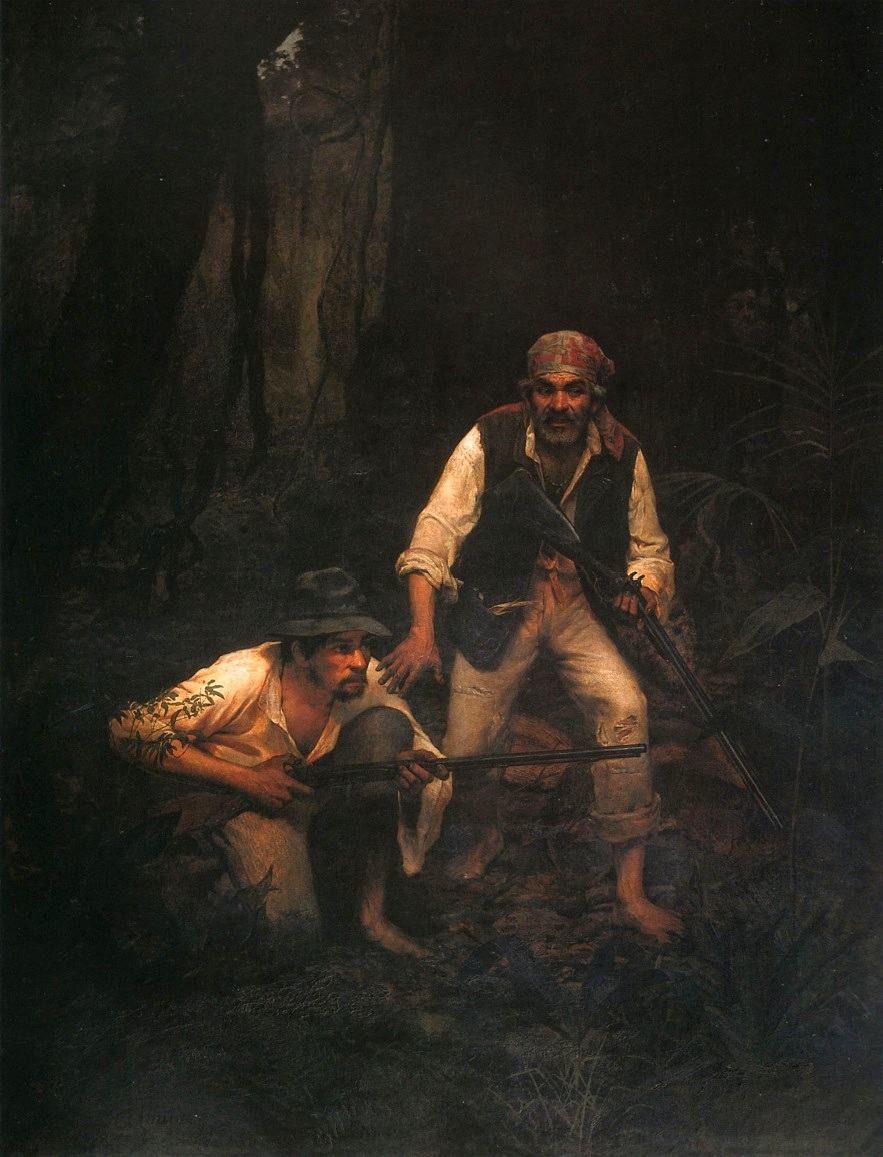
Caipiras negaceando, 1888 Museu Nacional de Belas Artes, Rio de Janeiro

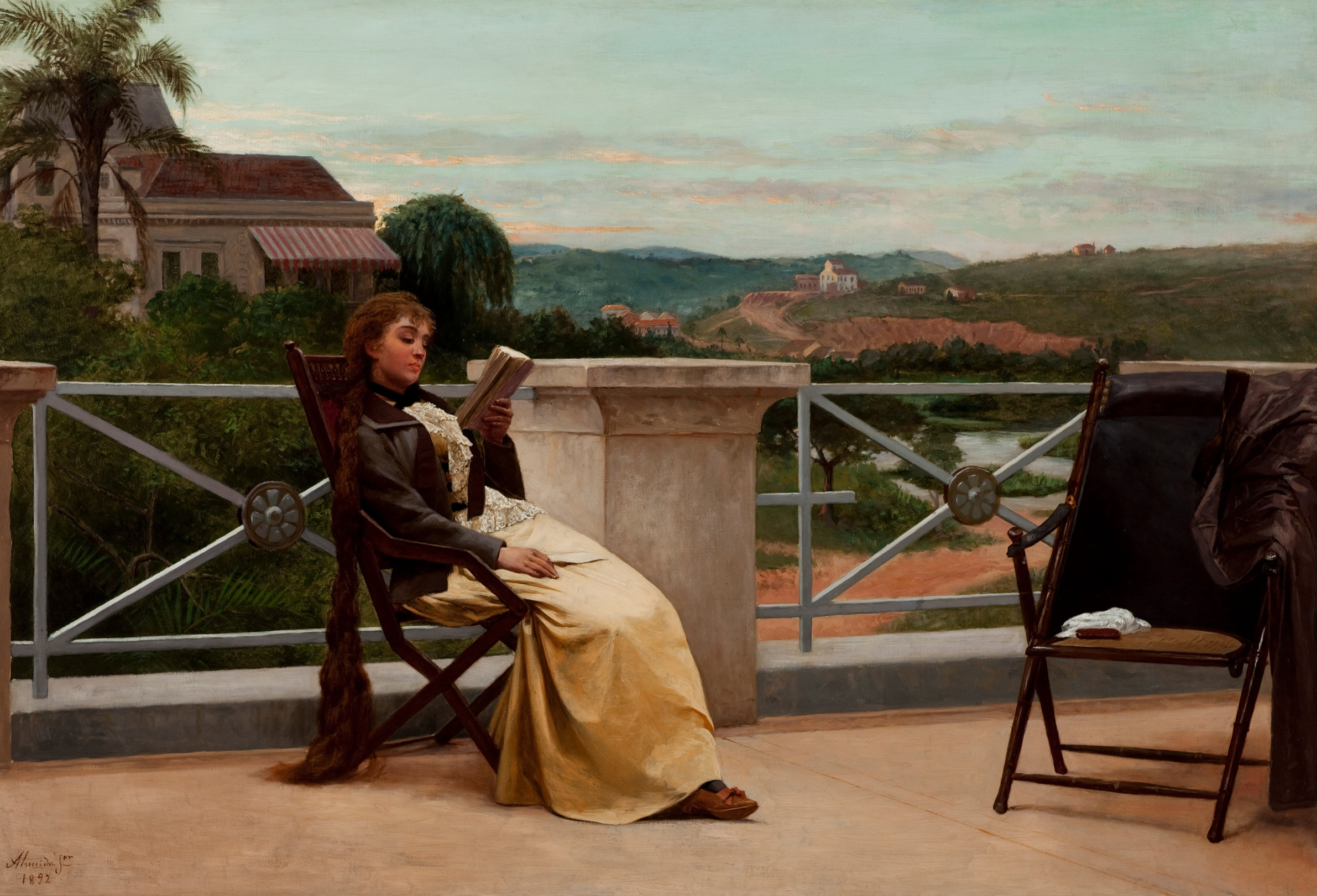
Leitura, 1892 Pinacoteca do Estado, São Paulo
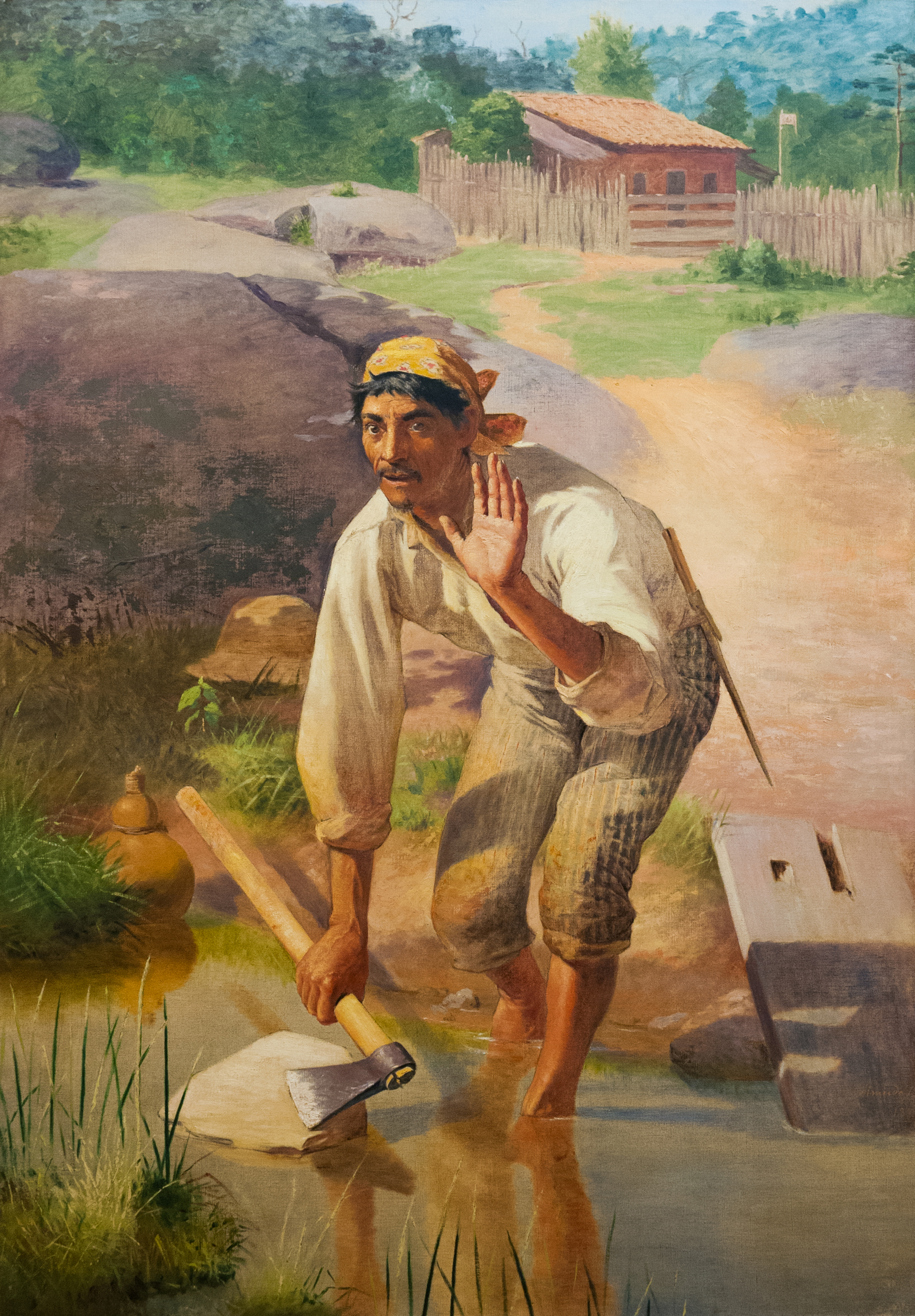
Amolação Interrompida, 1894 Pinacoteca do Estado, São Paulo
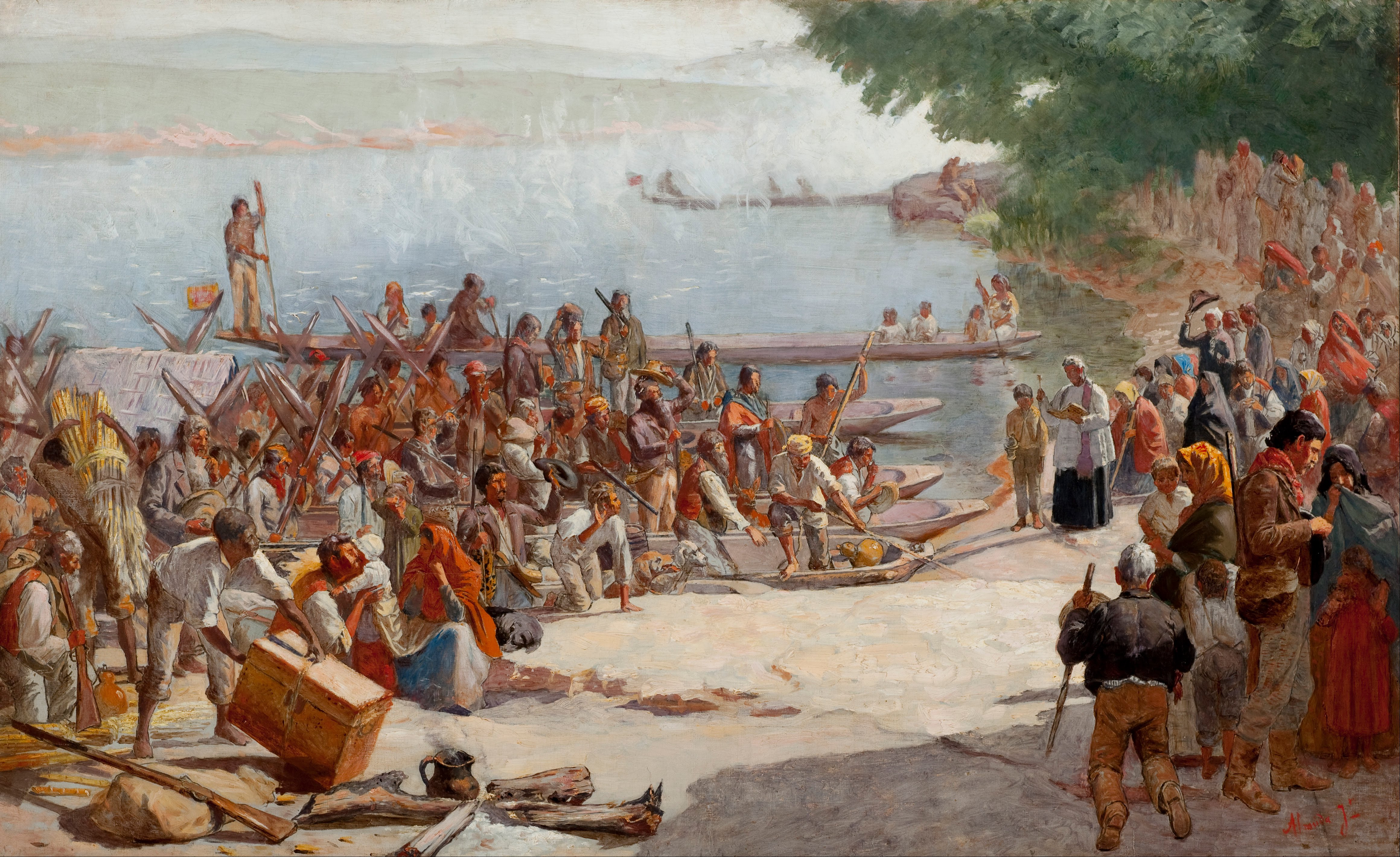
A Partida da Monção, 1897 Museu Paulista, São Paulo
Saudade, 1899 Pinacoteca do Estado, São Paulo